# Eckard von Lauterbeck
Eckard von Lauterbeck OSB (* vor 1300; † 20. November 1338 in Admont) war ein salzburgischer römisch-katholischer Geistlicher und von 1327 bis 1338 Abt der Benediktinerabtei St. Blasius zu Admont.

## Leben und Wirken
Der 1327 zum Abt gewählte bisherige Stiftsprior Eckard von Lauterbeck stammte aus einer im Ennstal begüterten Familie, die in mehrfacher Hinsicht mit dem Stift Admont verbunden war. Ein Dietrich von Lauterbeck war von 1330 bis 1346 Kastellan auf Burg Gallenstein und Landrichter im Ennstal, ein Albel von Lauterbeck 1341 stiftischer Pfleger im Ennstal. In der zweiten Hälfte des 14. Jahrhunderts regierte ein Albert von Lauterbeck als Abt von Admont.
Eines der wenigen Zeugnisse aus dem Abbatiat Eckards von Lauterbeck betrifft einen kulturhistorisch bemerkenswerten Streit um die dem Frauenkloster Admont zukommende Weinpräbende, die der neue Abt im Jahr seines Amtsantritts kürzte, und damit den Widerstand der Nonnen hervorrief. Der Schiedsspruch des Bischofs von Gurk, Gerold von Friesach, erklärte sich dahin, dass den Nonnen die halbe Weinration der Mönche zukomme und der Wein dieselbe Qualität haben müsse.
Nach dem Ende des Abbatiats hatte Albrecht I. einen Streit zwischen Dietrich von Lauterbeck zu schlichten, der vom Stift für den Wehrbau auf Burg Gallenstein vorgestreckte Gelder, ein Darlehen für Abt Eckard sowie einen Hof im Admonttal betraf.